# غادة شبير
غادة شبير (7 فبراير 1972 -)، مغنية لبنانية .

## حياتها ونشأتها
ولدت في بيروت، تخرجت غادة شبير من جامعة الروح القدس الكسليك وحصلت على درجة الماجستير في العلوم الموسيقية ودبلوم في الغناء الشرقي. اليوم تدرس غادة شبير الغناء الشرقي، وتستعد للحصول على شهادة الدكتوراه في العلوم الموسيقية. في عام 1997، مُنحت غادة شبير الجائزة الأولى في مصر.

## ألبومات
نال الألبوم الثاني لغادة شبير نال شهادة الجدارة، وهو بعنوان «قوالب». مؤخرًا، أطلقت ألبومًا جديد بعنوان «آل القصيدة». هذا الألبوم يتضمن قصائد جديدة. تهدف غادة شبير من خلال هذا العمل، لإظهار الشكل الكلاسيكي للقصيدة من ناحية تأليفها وتوزيعها بطريقة حديثة. خلال سنوات الدراسة، كرست غادة شبير نفسها في البحث عن الموسيقى التقليدية الشرقية في منطقة الشرق الأوسط والأناشيد الدينية. وعلاوة على ذلك، كانت تعمل على البحوث المتعلقة في الألحان السريانية المارونية الهتافات ومن خلال البحث تمكنت غادة شبير من إصدار أكثر من 500 لحن. وقد أدى هذا البحث في الإفراج عن ثلاثة أقراص مدمجة «أناشيد السريانية»، «العاطفة» و«سيريكس أناشيد؛ نويل». غادة شبير تمثل لبنان وتشارك في العديد من المهرجانات والحفلات الموسيقية في أوروبا وجميع أنحاء العالم.

## جوائز
وقد مُنحت أيضًا جائزة بي بي سي العالمية للموسيقى لكل من الشرق الأوسط وشمال أفريقيا لألبوم «موشحات» في عام 2007، وقد نال الألبوم الجائزة الدولية لأفضل ألبوم في جميع أنحاء العالم